# Bernardetto de' Medici
Bernardo de' Medici, più noto come Bernardetto (Firenze, ... – Napoli, post 1576), è stato un nobile italiano.

## Biografia
Esponente del ramo cadetto dei Medici di Ottajano, che in seguito verrà denominato dei Medici Principi di Ottaiano, Bernardetto era figlio di Ottaviano de' Medici, 1.º signore di Ottaiano, e di sua moglie Bartolomea Giugni e il 2.º signore di Ottaiano.
Le vicende storiche di Bernardetto hanno inizio nel 1567, quando lasciò Firenze per trasferirsi nel Regno di Napoli, nella zona vesuviana interna. Acquistò da Cesare I Gonzaga dei Gonzaga di Molfetta per 50.000 ducati il feudo di Ottaiano, in seguito Ottaviano. Il trasferimento fu forse causato da alcuni dissapori con la corte di Cosimo I. La moglie di Bernardetto, Giulia de' Medici, aveva un carattere molto altezzoso e orgoglioso delle proprie origini medicee, ed alla corte di Cosimo pretendeva di essere trattata alla stregua della granduchessa Eleonora di Toledo, causando alcune tensioni con i familiari.
Suo nipote Bernardo fu il primo principe di Ottaiano. I suoi discendenti, in virtù della bolla papale data a Cosimo I per l'investura granducale sulla Toscana, reclamarono la corona alla morte di Gian Gastone de' Medici nel 1737. Morto senza discendenza, il granduca causò l'estinzione del ramo sovrano, ma la pretesa al trono avanzata non venne accolta.

## Matrimonio e discendenza
Bernardetto sposò nel 1559 Giulia de' Medici, figlia naturale del duca di Firenze Alessandro de' Medici e di Taddea Malaspina. Giulia era alle sue seconde nozze dopo la morte del primo marito, il duca di Popoli Francesco Cantelmo. La coppia ebbe un figlio:
- Alessandro (*? †1606), II signore di Ottaiano, generale dell'esercito pontificio dall'aprile 1605, governatore di Borgo. Sposato con Delia Sanseverino.

## Ascendenza
|                                               |   |                          | Genitori               |  |  | Nonni |  |  | Bisnonni               |  |  | Trisnonni          |  |
|                                               |   |                          |                        |  |  |       |  |  | Bernardetto de' Medici |  |  | Antonio de' Medici |  |
|                                               |   |                          |                        |  |  |       |  |  | Bernardetto de' Medici |  |  | Antonio de' Medici |  |
|                                               |   | Cilla de' Bonaccorsi     |                        |  |  |       |  |  | Bernardetto de' Medici |  |  |                    |  |
| Lorenzo de' Medici                            |   |                          |                        |  |  |       |  |  | Bernardetto de' Medici |  |  |                    |  |
|                                               |   | Costanza de' Guasconi    | Francesco de' Guasconi |  |  |       |  |  |                        |  |  |                    |  |
|                                               |   | Costanza de' Guasconi    | Francesco de' Guasconi |  |  |       |  |  |                        |  |  |                    |  |
|                                               |   | Costanza de' Guasconi    | …                      |  |  |       |  |  |                        |  |  |                    |  |
| Ottaviano de' Medici                          |   | Costanza de' Guasconi    |                        |  |  |       |  |  |                        |  |  |                    |  |
|                                               |   | Tanai de' Nerli          | Francesco de' Nerli    |  |  |       |  |  |                        |  |  |                    |  |
|                                               |   | Tanai de' Nerli          | Francesco de' Nerli    |  |  |       |  |  |                        |  |  |                    |  |
|                                               |   | Tanai de' Nerli          | Dianora Tornaquinci    |  |  |       |  |  |                        |  |  |                    |  |
| Caterina de' Nerli                            |   | Tanai de' Nerli          |                        |  |  |       |  |  |                        |  |  |                    |  |
|                                               |   | Giovanna "Nanna" Capponi | Neri Capponi           |  |  |       |  |  |                        |  |  |                    |  |
|                                               |   | Giovanna "Nanna" Capponi | Neri Capponi           |  |  |       |  |  |                        |  |  |                    |  |
|                                               |   | Giovanna "Nanna" Capponi | Selvaggia Sacchetti    |  |  |       |  |  |                        |  |  |                    |  |
| Bernardetto de' Medici, I signore di Ottajano |   | Giovanna "Nanna" Capponi |                        |  |  |       |  |  |                        |  |  |                    |  |
|                                               | … | …                        |                        |  |  |       |  |  |                        |  |  |                    |  |
|                                               | … | …                        |                        |  |  |       |  |  |                        |  |  |                    |  |
|                                               | … | …                        |                        |  |  |       |  |  |                        |  |  |                    |  |
| Alamanno Giugni                               | … |                          |                        |  |  |       |  |  |                        |  |  |                    |  |
|                                               |   | …                        | …                      |  |  |       |  |  |                        |  |  |                    |  |
|                                               |   | …                        | …                      |  |  |       |  |  |                        |  |  |                    |  |
|                                               |   | …                        | …                      |  |  |       |  |  |                        |  |  |                    |  |
| Bartolomea Giugni                             |   | …                        |                        |  |  |       |  |  |                        |  |  |                    |  |
|                                               |   | …                        | …                      |  |  |       |  |  |                        |  |  |                    |  |
|                                               |   | …                        | …                      |  |  |       |  |  |                        |  |  |                    |  |
|                                               |   | …                        | …                      |  |  |       |  |  |                        |  |  |                    |  |
| …                                             |   | …                        |                        |  |  |       |  |  |                        |  |  |                    |  |
|                                               |   | …                        | …                      |  |  |       |  |  |                        |  |  |                    |  |
|                                               |   | …                        | …                      |  |  |       |  |  |                        |  |  |                    |  |
|                                               |   | …                        | …                      |  |  |       |  |  |                        |  |  |                    |  |
|                                               |   | …                        |                        |  |  |       |  |  |                        |  |  |                    |  |